# Hrabstwo Sharkey
Hrabstwo Sharkey (ang. Sharkey County) – hrabstwo w stanie Missisipi w Stanach Zjednoczonych. Obszar całkowity hrabstwa obejmuje powierzchnię 434,88 mil² (1126,33 km²). Według szacunków United States Census Bureau w roku 2009 miało 5420 mieszkańców.
Hrabstwo powstało w 1876 roku.

## Miejscowości

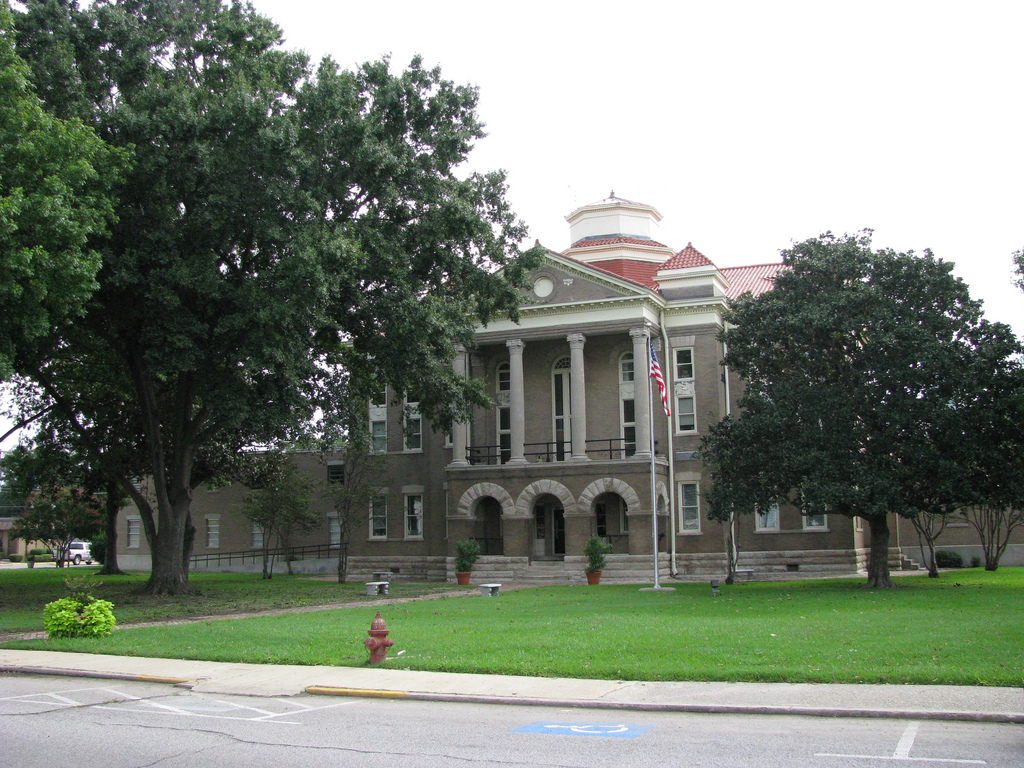
Budynek administracji hrabstwa (courthouse) w Rolling Fork

- Anguilla
- Cary
- Rolling Fork[4]

| Populacja hrabstwa w poprzednich latach | Populacja hrabstwa w poprzednich latach |
| Rok                                     | Liczba ludności                         |
| --------------------------------------- | --------------------------------------- |
| 1980                                    | 7976                                    |
| 1990                                    | 7066                                    |
| 2000                                    | 6580                                    |
| 2005                                    | 5967                                    |